# Észak-amerikai Parti-hegység

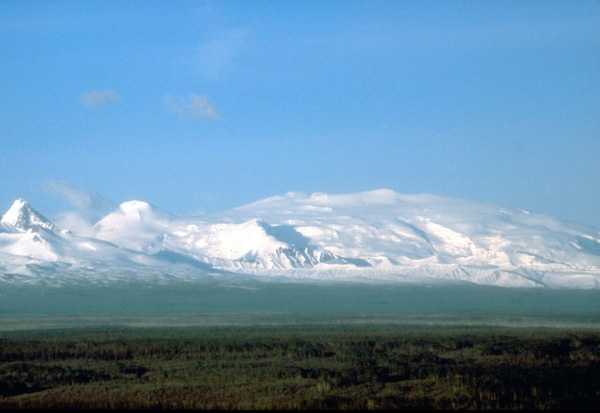
Az alaszkai Wrangell-hegy (Wrangell-hegység, a Parti-hegység része) távoli látképe 1987-ben.

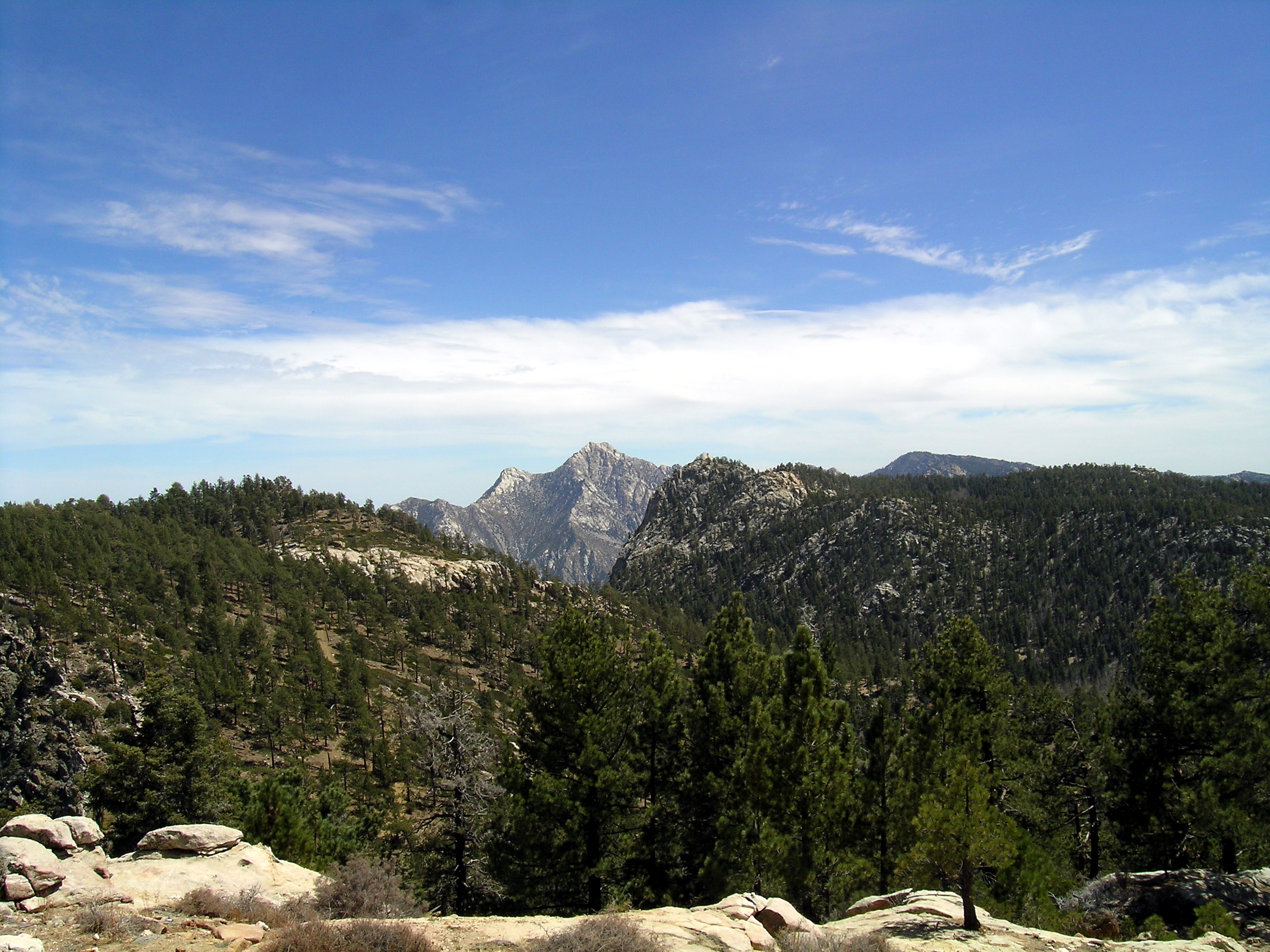
A Sierra San Pedro Mártir hegység Mexikó Alsó-Kalifornia államában.

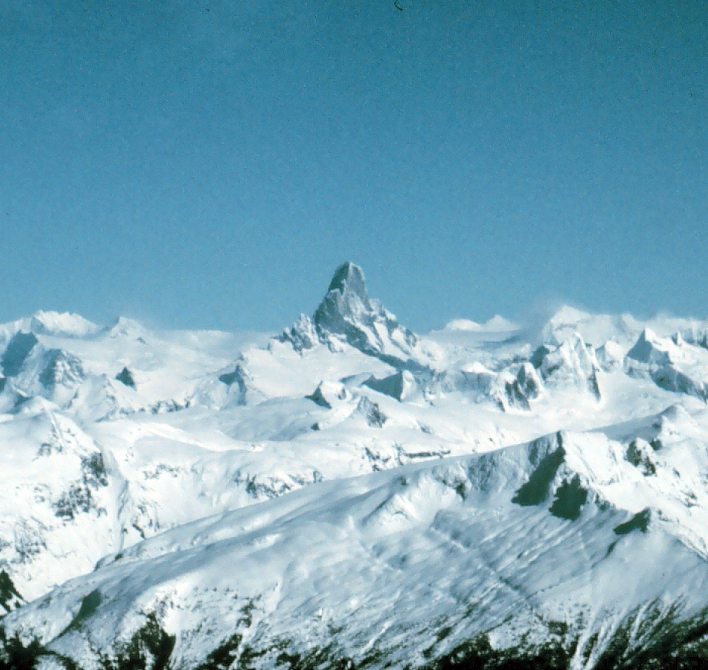
A Stikine jégsapka fölé emelkedő Ördöghüvelyk Alaszka és Brit Columbia határvidékén.

Az Észak-amerikai Parti-hegység (angolul: Pacific Coast Ranges vagy (főleg Kanadában) Pacifikus Kordillerák (Pacific Cordillera), spanyolul: Cadena Costera del Pacífico) hegylánc, amely Észak-Amerika nyugati partján nyúlik végig Alaszkától Mexikó északi és középső területeiig. Kanadában a Pacifikus Kordillerákhoz hozzá szokták érteni a Sziklás-hegység ottani vonulatait is, a Columbia-hegységet és más hegyvonulatokat.
A Észak-Amerikai Parti-hegység képe igen változatos, Alaszka óriás gleccservidékeitől Dél-Kalifornia alacsony, de tagolt, bozótfedte hegyeiig. A hegylánc egésze meredek falakkal ér véget a Csendes-óceánnál, sok helyütt festői látképeket kínálva. Brit Columbia és Alaszka partvidékein a hegylánc és a tenger fjordok és szigetek ezreivel tagolt tájakon találkoznak.
A hegyeken áttörő néhány folyó kis parti síkságokat alakított ki, mint a Réz folyó (angolul Copper River) Alaszkában, a Fraser folyó Brit Columbiában, a Columbia folyó Washington és Oregon államok között, vagy a Sacramento folyó, amely a San Francisco-öbölbe ömlik.
San Francisco tengeröblétől északabbra az Észak-amerikai Parti-hegység vonulataira gyakran érkeznek hideg, instabil légtömegek az Alaszkai-öbölből, ami jelentős mennyiségű csapadékot eredményez, hó vagy eső formájában, különösen a nyugati lejtőkön.
Gyakran sorolják az Észak-Amerikai Parti-hegységhez a kelet-kaliforniai Sierra Nevadát is, amelyet csaknem teljes hosszában a Központi-völgy választ el a parti vonulatoktól.

## Fő vonulatai
A Parti-hegység fő vonulatai északról dél felé haladva.
- Kenai-hegység, Dél-Alaszka
- Chugach-hegység, Dél-Alaszka
- Talkeetna-hegység, Dél-Alaszka
- Wrangell-hegység, Dél-Alaszka
- Saint Elias-hegység, Dél-Alaszka, Délnyugat-Yukon terület, Brit Columbia távoli északnyugati része
  - Alsek-hegység
    - Fairweather-hegység
    - Takshanuk-hegység, Haines, Alaszka, a Chilkat és a Chilkoot folyók vízválasztójánál
- Parti-hegység
  - Határ-hegység (Boundary Ranges), Délkelet-Alaszka, Északnyugat-Brit Columbia
    - Cheja-hegység (a Taku/Whiting folyóktól délkeletre)
    - Chechidla-hegység
    - Chutine jégmező
    - Adam-hegység
    - Ashington-hegység
    - Burniston-hegység
    - Dezadeash-hegység
    - Florence-hegység
    - Halleck-hegység
    - Juneau jégmező
    - Kahpo-hegység
    - Kakuhan-hegység
    - Lincoln-hegység
    - Longview-hegység
    - Peabody-hegység
    - Rousseau-hegység
    - Seward-hegység
    - Snowslide-hegység
    - Spectrum-hegység
    - Stikine jégsapka

  - Kitimat-hegység Brit Columbia északi part
  - Pacific-hegység Brit Columbia déli part
    - Rainbow-hegység Északnyugat-Chilcotin (az Interior-fennsík részeként is emlegetik)
    - Pantheon-hegység Homathko vidék
    - Niut-hegység Homathko vidék
    - Waddington-hegység Homathko vidék
    - Whitemantle-hegység Homathko vidék
    - Bendor-hegység
    - Garibaldi-hegység
    - Clendinning-hegység
    - Tantalus-hegység
    - Chilcotin-hegység
      - Dickson-hegység
      - Shulaps-hegység
      - Camelsfoot-hegység

    - Lillooet-hegység, a Fraser Canyon nyugati partján
      - Cantilever-hegység
      - Cayoosh-hegység

    - Douglas-hegység
    - Front-hegység (Északi-parti hegység)
- Vancouver sziget-hegység, Brit Columbia
- Olimpiai hegység, Washington
- Cascade-hegység, Brit Columbia, Washington, Oregon és Kalifornia
- Oregoni Parti-hegység, Oregon
  - Észak-oregoni Parti-hegység
  - Közép-oregoni Parti-hegység
  - Dél-oregoni Parti--hegység
- Calapooya-hegység, Oregon
- Klamath-Siskiyou
  - Klamath-hegység, Oregon, Észak-Kalifornia
  - Siskiyou-hegység, Oregon, Észak-Kalifornia
  - Trinity Alpok és Lazac-hegység, Kalifornia
  - Yolla Bolly-hegység, Észak-Kalifornia
- Északi-parti hegység, Kalifornia
  - King-hegység, Észak-Kalifornia
  - Mendocino-hegység, Észak-Kalifornia
  - Mayacamas-hegység, Kalifornia
  - Marin Hills, Kalifornia, benne a Mount Tamalpais
- Déli-parti hegység, Közép-Kalifornia
  - Diablo-hegység, Kalifornia
  - Santa Cruz-hegység, Kalifornia
  - Santa Lucia-hegység, Kalifornia
  - Temblor-hegység, Kalifornia
  - Caliente-hegység, Kalifornia
- Transverse-hegység, Kalifornia
  - Sierra Madre-hegység
  - Sierra Pelona-hegység
  - San Emigdio-hegység
  - San Rafael-hegység
  - Santa Ynez-hegység
  - Santa Susana-hegység
  - Topatopa-hegység
  - Simi Hills
  - Santa Monica-hegység
  - Tehachapi-hegység
  - San Gabriel-hegység
  - San Bernardino-hegység
- Peninsular-hegység
  - Santa Ana-hegység, Kalifornia
  - San Jacinto-hegység, Kalifornia
  - Palomar-hegység, Kalifornia
  - Sierra Juárez, Alsó-Kalifornia
  - Sierra de San Pedro Mártir, Alsó-Kalifornia
  - Sierra de la Laguna, Déli-Alsó-Kalifornia
- Nyugati-Sierra Madre, Mexikó